# Lokalna sieć komputerowa
Lokalna sieć komputerowa (ang. local area network, LAN) – sieć komputerowa łącząca komputery na określonym obszarze (blok, szkoła, laboratorium, biuro). 
Sieć LAN może być wydzielona zarówno fizycznie, jak i logicznie w ramach innej sieci. Główne różnice LAN w porównaniu z WAN, to wyższy wskaźnik transferu danych i mniejszy obszar geograficzny. Obecnie najpopularniejszymi technologiami używanymi do budowy sieci LAN są Ethernet oraz Wi-Fi. W przeszłości używane były ARCNet, token ring i inne standardy.

## Historia
Wzrastające zapotrzebowanie i używanie komputerów na wyższych uczelniach oraz laboratoriach pod koniec lat 60. stworzyło konieczność zapewnienia łączy między komputerami o dużej szybkości. Dobrym wyznacznikiem sytuacji był raport z 1970 roku z Laboratorium Berkeley, w którym opisano rozwój sieci nazwanej Octopus.
Sieć Cambridge Ring została stworzona na Uniwersytecie w Cambridge w 1974, nigdy jednak nie została pomyślnie ukończona jako produkt komercyjny.
Ethernet został stworzony w ośrodku Xerox PARC w latach 1973–1975.
ARCNet stworzony został przez korporację Datapoint w 1976, ogłoszono to w 1977. Jego pierwsza komercjalna instalacja miała miejsce w grudniu 1977 w jednym z banków w Nowym Jorku, na Manhattanie.

### Ewolucja standardów
Rozwój oraz zwiększanie ilości komputerów z systemem CP/M pod koniec lat 70., a później komputerów z systemem DOS na początku 1981 sprawił, że do wielu sieci należały dziesiątki, a nawet setki komputerów. Głównym motywem do tworzenia sieci była zazwyczaj chęć udostępniania drukarek, które w tamtych czasach były drogie. Pomysł spotkał się z ogromnym entuzjazmem, więc przez kilka lat, od około 1983, eksperci branży komputerowej regularnie deklarowali, iż następny rok będzie „rokiem sieci LAN”.
W praktyce pomysł ciągle borykał się z problemami w postaci niekompatybilnych warstw fizycznych oraz implementacji protokołów sieciowych, a także z nadmiarem metod udostępniania zasobów. Zazwyczaj były różne typy kart sieciowych, kabli, protokołów oraz systemów operacyjnych sieci. Rozwiązanie pojawiło się wraz z nadejściem Novell NetWare, który zapewniał równomierne wsparcie dla różnych typów kart/kabli, a także znacznie bardziej dopracowany system operacyjny w porównaniu do większości jego konkurentów. NetWare zdominował rynek sieci LAN dla komputerów osobistych zaraz po jego wprowadzeniu w 1983, co trwało aż do połowy lat dziewięćdziesiątych, kiedy to Microsoft wprowadził system Windows NT Advanced Server.
Wśród konkurencji NetWare jedynie Banyan Vines miał porównywalny potencjał technologiczny. Microsoft oraz 3Com pracowały razem nad stworzeniem prostego systemu operacyjnego sieci, który stanowił podstawę 3+Share, LAN Managera oraz LAN Servera, jednak żaden z nich nie odniósł sukcesu.
W tym samym okresie komputery Sun Microsystems, Hewlett-Packard, Silicon Graphics, Intergraph, NeXT i Apollo, na których był system Unix, używały protokołu TCP/IP. Obecnie protokół TCP/IP praktycznie w całości zastąpił IPX, AppleTalk, NBF i inne protokoły używane przez pierwsze sieci typu LAN.

### Kable
Pierwsze okablowanie w sieciach LAN zawsze bazowało na różnych typach kabla współosiowego. Jednak skrętka ekranowana była używana w implementacjach token ring w IBM, a w 1984 StarLAN ukazał możliwości prostej skrętki nieekranowanej, używając kabla Cat3. To doprowadziło do rozwoju modelu 10Base-T oraz okablowania, które do tej pory jest podstawą większości dzisiejszych sieci LAN. Coraz częściej używa się także światłowodów.
Ponieważ nie zawsze możliwe jest zastosowanie kabla, używa się najpopularniejszej technologii sieci bezprzewodowej wi-fi.

## Aspekty techniczne
Topologia sieci określa wzór układu połączeń między urządzeniami i segmentów sieci. Switched Ethernet był przez pewien czas najpopularniejszą warstwą łącza danych i warstwą fizycznej realizacji dla sieci lokalnych. W wyższych warstwach standardem był protokół TCP/IP. Mniejsze LAN-y zwykle zawierały jeden lub więcej switchów, które były między sobą połączone. Często co najmniej jeden z nich jest podłączony do routera, modemu lub modemu ADSL.
Większe sieci LAN charakteryzują się stosowaniem nadmiarowych połączeń z przełączników protokołu drzewa rozpinającego, aby zapobiec pętli, ich zdolności zarządzania różnymi rodzajami ruchu poprzez jakość usługi (QoS), a także stosują segregowanie ruchu za pomocą wirtualnych sieci lokalnych (VLAN). Większe sieci LAN ponadto zawierają szeroki zakres urządzeń sieciowych, w tym przełączniki sieciowe, zapory sieciowe, routery oraz sensory.
Sieci LAN mogą mieć połączenia z innymi sieciami LAN poprzez łącza dzierżawione, usługi dzierżawione lub poprzez użycie technologii wirtualnych prywatnych sieci. W zależności od zabezpieczenia i ulokowania połączeń w sieci LAN oraz dystansu między nimi, LAN może zostać sklasyfikowana jako miejska sieć komputerowa (MAN) lub rozległa sieć komputerowa (WAN).